# Walran IV. Limburški
Walran IV. (ali Waleram IV.) (umrl 1279) je bil limburški vojvoda od 1247 do svoje smrti leta 1279.

## Življenje
Walran je bil sin in naslednik Henrika IV. in Ermengarde, grofice Berške.
Imel je veliko vlogo v politiki velikega medvladja v Nemčiji . Zapustil je krog podpornikov rodbine Hohenstaufnov in za kralja podprl Holandskega Viljema II. Poslali so ga v veleposlaništvo k Henriku III. Angleškemu. Po Viljemovi smrti je podprl Henrikovega brata Riharda, grofa Cornwallskega, za nemškega kralja. Leta 1272 je bil član skupine plemičev, ki so ponudili krono Otokarju II. Češkemu in nato Rudolfu Habsburškemu.
Leta 1252 je posredoval v vojni za nasledstvo Flandrije in Hainaulta na strani Janeza Avesneskega. Po letu 1258 se je sprl z Janezom I. Brabantskim in s tem prekinil šestdeset let dobrih odnosov z brabantskimi vojvodi.
Walran je pogosto posegal v posle kölnskega nadškofa v njegovem nenehnem boju z mestnim meščanstvom.
Poročil se je dvakrat: prvič z Juto ali Judito, hčerko Ditriha V., grofa Kleveškega; in drugič s Kunigundo, hčerko Otona III., mejnega grofa Brandenburškega. Njegova hči z Juto, Ermengarde, ga je nasledila kot vojvodinja Limburška in se poročila z Reginaldom I. Gelderskim. Po smrti vojvode Walrama je izbruhnil Limburški nasledstveni spor.